# Chile en los Juegos Suramericanos
Chile es una de las naciones que ha participado en los Juegos Suramericanos de manera ininterrumpida desde la primera edición, realizada en Bolivia en 1978. Chile siempre estuvo entre los tres primeros puestos del medallero hasta la quinta edición de los juegos, fecha en la que se incorporaron cuatro países adicionales en las competiciones.
El país está representado en los Juegos Suramericanos por el Comité Olímpico de Chile y ha sido sede del evento deportivo en dos ocasiones: las ediciones tercera en 1986 y décima en 2014.

## Desempeño
Chile ocupó su mejor posición en las tres primeras ediciones cuando obtuvo el segundo lugar. En los juegos de Santiago 1986, cuando Chile fue sede, obtuvo el mayor número de medallas en la historia de los juegos con un total de 176 preseas. En esa misma oportunidad, obtuvo el mayor número de medallas de oro ganadas en unos juegos con un total de 50 de ellas.
Su peor desempeño fue en los juegos de Cuenca 1998, cuando quedó en sexto lugar, superado por Ecuador, país sede para dichos juegos.
En tanto su menor cantidad de oros y medallas se obtuvieron en Valencia 1994, con solo 16 oros y 73 medallas en total, aunque quedó en el quinto lugar del medallero.

## Medallero histórico
Leyenda
     Ganador
     Segundo puesto
     Tercer puesto
     Último puesto
| Año   | País                 | Sede         | Posición | Oro | Plata | Bronce | Total |
| ----- | -------------------- | ------------ | -------- | --- | ----- | ------ | ----- |
| 1978  | Bandera de Bolivia   | La Paz       | 2/8      | 31  | 25    | 20     | 76    |
| 1982  | Bandera de Argentina | Rosario      | 2/10     | 37  | 51    | 47     | 135   |
| 1986  | Bandera de Chile     | Santiago     | 2/10     | 50  | 66    | 60     | 176   |
| 1990  | Bandera de Perú      | Lima         | 3/10     | 40  | 38    | 60     | 138   |
| 1994  |                      | Valencia     | 5/14     | 16  | 20    | 37     | 73    |
| 1998  | Bandera de Ecuador   | Cuenca       | 6/14     | 29  | 54    | 46     | 129   |
| 2002  | Bandera de Brasil    | Brasil       | 4/14     | 24  | 41    | 46     | 111   |
| 2006  | Bandera de Argentina | Buenos Aires | 5/15     | 37  | 42    | 58     | 137   |
| 2010  | Bandera de Colombia  | Medellín     | 5/15     | 25  | 32    | 52     | 109   |
| 2014  | Bandera de Chile     | Santiago     | 5/14     | 27  | 52    | 50     | 129   |
| 2018  | Bandera de Bolivia   | Cochabamba   | 5/14     | 37  | 34    | 60     | 131   |
| 2022  | Bandera de Paraguay  | Asunción     | 4/15     | 38  | 32    | 61     | 131   |
| Total | Total                | Total        | 5/15     | 391 | 487   | 597    | 1475  |

Fuente: Organización Deportiva Suramericana (ODESUR).

## Medallistas
La tabla siguiente muestra todas las medallas obtenidas por deportistas chilenos a partir de los Juegos Sudamericanos de 2006.
| Evento            |    |    |    |     | Detalle |
| ----------------- | -- | -- | -- | --- | --- |
| Buenos Aires 2006 | 37 | 42 | 58 | 137 | Atletismo, 100 metros; Kael Becerra Atletismo, Lanzamiento de martillo; Diego Gallardo Atletismo, Lanzamiento de bala; Natalia Ducó Atletismo, Lanzamiento disco; Karen Gallardo Canotaje, C2-1000 m; Jonathan Tafra, Fabián López Canotaje, C1 1000 m; Jonathan Tafra Canotaje, C2-500 m; Jonathan Tafra y Fabián López Canotaje, C1-200 m; Álvaro Torres Canotaje, C2-200 m; Jonathan Tafra y Fabián López Ciclismo, Scratch; José Aravena Ciclismo, Puntuación; Marco Arriagada Esquí acuático, Eslalon; Felipe Miranda Esquí acuático, Saltos; Tiare Miranda Esquí acuático, Saltos; Felipe Miranda Esquí acuático, Concurso completo; Tiare Miranda Karate, 53 kg; Jessy Reyes Karate, 60 kg; Miguel Soffia Natación, 800 m; Kristel Kobrich Natación, 1500 m; Kristel Kobrich Natación, 10 km; Roberto Peñailillo Patinaje, 10 000 m Equipo; Jorge Reyes, Felipe Mora y Jaime Valenzuela Patinaje, 5000 m combinados; Catherine Peñán Patinaje, 300 m contrarreloj; Ricardo Verdugo Patinaje, 200 mrs ruta; Cristhoper Verdugo Patinaje, 500 m ruta; Carolina Santibáñez Patinaje, 3.000 m puntuación; Jorge Reyes Halterofilia, Arranque; Cristián Escalante Halterofilia, +105 kg; Cristián Escalante Remo, Dos remos largos sin timonel; Soraya Jadue y María Orellana Remo, Par de remos cortos; Soraya Jadue Tenis de mesa, Dobles mixtos; Juan Papic y Berta Rodríguez, Tiro, 10 m tiro con rifle; Mauricio Huerta Tiro, 10 m con pistola de aire; María Morales y Zarela Guerrero Tiro, Skeet; Jorge Atalah Tiro, Skeet por equipo; Jorge Atalah y Bonifacio Bilbao Tiro con arco, 50 m recurvo; Denisse Van Lamoen Tiro con arco, Ronda olímpica recurvo; Denisse Van Lamoen Atletismo, 4 x 100 m; Stephanie Matute, Carolina Díaz, María Mackenna y Daniela Riderelli Atletismo, 200 m; Cristián Reyes Atletismo, 4 x 400 m; Equipo Masculino Bochas, Bochazo de presión; Rodolfo Gálvez Bochas, Tercetos; Aldo Basvestrello, Giancarlo Barbano y Jorge Falcón Canotaje, K2 1000 m; Fabiola Zamorano y Karen Roco Canotaje, K2 200 m; Fabiola Zamorano y Karen Roco Ciclismo, 170 km Ruta; Francisco Cabrera Ciclismo, Persecución individual; Marco Arriagada Ciclismo, Persecución por equipos; Antonio Cabrera, Enzo Cesareo, Gonzalo Miranda y Marco Arriagada Ciclismo, Puntuación; Paola Muñoz Ciclismo, Scratch; Paola Muñoz Esgrima, Espada por equipo; Caterine Bravo, Andrea López, Pía Montecinos y María Ramírez Esquí acuático, Concurso completo; Felipe Miranda Gimnasia, Suelo; Tomás González Hockey sobre césped, Masculino; Equipo Hockey sobre césped, Femenino; Equipo Judo, 73 kg; Eduardo Novoa Judo, 90 kg; Guillermo Uriola Karate, 80 kg; Diego Borquez Karate, +60 kg; Stephanie Soffia Halterofilia, 56 kg Arranque; Jaime Iturra Lucha libre, 74 kg; Nibaldo Candia Lucha grecorromana, 120 kg; Andrés Ayub Natación, 400 m; Kristel Kobrich Natación, 4x200 m; Giancarlo Zolezzi, Salvador Mallat, Benjamín Gúzman y Maximiliano Schnettler Patinaje, 1000 m; Jorge Reyes Patinaje, 3000 Puntuación; Yanine Ibáñez Patinaje, 5000 m Relevo; Jaime Valenzuela, Jorge Reyes y Guillermo Mora Patinaje, 5000 m Combinados; Catherin Peñán, Yanine Ibáñez y Carolina Santibáñez Patinaje, 500 m Ruta; Jorge Reyes Remo, Cuatro remos largos sin timonel; Esteban González, Mauricio Cifuentes, Marcos Castañeda y Javier Godoy Remo, Dos remos largos sin timonel; Christian Yantani y Fernando Miralles Remo, Un par de remos cortos; Pamela Linco Taekwondo, 67 kg; Mario Guerra Tenis, Dobles; Ricardo Urzua y Hans Podlipnik Tenis de mesa, Equipo; Berta Rodríguez, Paulina Vega, Melita Yáñez y Natalia Castellano Tiro, 10 m Rifle por equipo; Mauricio Huerta y Gonzalo Moncada Tiro, Equipos en rifle tres posiciones; Mauricio Huerta y Gonzalo Moncada Tiro, Equipos en rifle a 20 m; Eliana Oyarce y Karin Cerpa Tiro, Rifle tres posiciones; Eliana Oyarce Tiro con arco, 60 m recurvo; Denisse Van Lamoen Atletismo, 3000 m Obstáculos; Ingrid Galloso Atletismo, 20 km Marcha; Yerko Araya Atletismo, 100 m; Carolina Díaz Atletismo, 800 m; Nicole Manríquez Atletismo, Lanzamiento de bala; Gonzalo Riffo Atletismo, Lanzamiento de jabalina; Ignacio Guerra Balonmano, Masculino; Equipo Balonmano, Femenino; Equipo Bochas, Parejas; Aldo Basvestrello y Giancarlo Barbano Canotaje, C1 500 m; Fabiola Zamorano Canotaje, C2 500 m; Fabiola Zamorano y Karen Roco Canotaje, K1 1000 m; Fabiola Zamorano Canotaje, K4 1000 m; Marcela López,Bárbara Moraga , Fabiola Zamorano y Karen Roco Ciclismo, 40 km Contrarreloj; José Medina Ciclismo, Campo traviesa; Daniela Buntli Ciclismo, Persecución individual; Paulina Fuentealba Equitación, Salto por equipos; Bernardo Naveillán, Samuel Parot, Agustín Covarrubias y Joaquín Larraín Esgrima, Espada individual; Sergio Penzo Esgrima, Espada por equipos; Paris Inostroza, Sergio Penzo y Javier Gutiérrez Esgrima, Sable por equipos; Andrés Mery, Víctor Moya y Mauricio Vasquez Esgrima, Florete por equipos; Bárbara García, Paulina Silva y Cecilia González Esquí acuático, Figuras; Felipe Miranda Esquí acuático, Figuras; Tiare Miranda Esquí acuático, Saltos; Francisco Miranda Esquí acuático, Concurso completo; Francisco Miranda Gimnasia, Saltos; Felipe Piña Gimnasia rítmica, Cinta; Valentina Meriño Gimnasia rítmica, Equipo; Paloma Garate, María Molina, Antonia Bezanilla, Natalia Carriquiry y Macarena Fernández Halterofilia, Envión; Cristián Escalante Halterofilia, 75 kg Arranque; Elizabeth Fernández Halterofilia, 75 kg Envión; Elizabeth Fernández Halterofilia, 75 kg Total; Elizabeh Fernández Judo, 44 kg; Antonieta Galleguillos Judo, 66 kg; Francisco Ayala Judo, 81 kg; Felipe Novoa Karate, -75 kg; David Dubó Karate, Kumite por equipos; Masculino Karate, Llave libre; Francisco Villarro Lucha grecorromana, 84 kg; Luis Ovando Natación, 5 km; Roberto Peñailillo Patinaje, 5000 m Puntuación; Jorge Reyes Patinaje, 300 m contrarreloj; Fernanda Orellana Patinaje, 3000 m Puntuación; Catherine Peñán Patinaje, 500 m; Carolina Sanribañez Remo, Un remo corto peso ligero; Daniel Atero Remo, Doble par de remos cortos ligero; Macarena Beroiza y Paola Rodríguez Remo, Dos remos largos sin timonel; Christian Yantani y Fernando Miralles Taekwondo, +84 kg; Leonardo Zamora Taekwondo, -78 kg; Carlos Liebig Tenis de mesa, Equipo; Juan Papic, Pablo Gaete, Augusto Morales y Andrés cortes Tenis de mesa, Dobles mixto; Augusto Morales y Fernando Miralles Tiro con arco, 30 m Recurvo; Felipe Castillo Tiro con arco, Arco recurvo olímpico; Femenino Triatlón, Individual; Bárbara Riveros Triatlón, Individual; Felipe Van de Wyngard Triatlón, Equipo mixto; Bárbara Riveros y Felipe Van de Wyngard Vela, Laser; Matías del Solar Vela, Laser radial; Arantza Gumucio |
| Medellín 2010     | 25 | 32 | 52 | 109 | Atletismo, 1500 metros; Iván López Atletismo, Lanzamiento de bala; Natalia Ducó Canotaje, K2 1000 m; Fabiola Zamorano y Bárbara Moraga Ciclismo, Puntuación; Marco Arriagada Esquí acuático, Saltos; Rodrigo Miranda Esquí acuático, Saltos; Tiare Miranda Esquí acuático, Concurso completo; Tiare Miranda Equitación, Velocidad y destreza; Alfonso Anguita Karate, 75 kg; David Dubó Karate, 50 kg; Gabriela Bruna Karate, 55 kg; Jessy Reyes Natación, 1500 metros; Kristel Kobrich Patinaje, Relevos 5000 metros; Braulio Reyes, Jorge Reyes y Ricardo Verdugo Remo, Dos remos largos sin timonel; Miguel Cerda y Fabián Oyarzún Tiro, Carabina 10 m; Marcos Huerta Tiro, Carabina 10 m por equipo; Marcos Huerta y Mauricio Huerta Tiro, Rifle de aire a 10 m; Elías San Martín Tiro, Skeet; Francisca Crovetto Taekwondo, -46 kg; Victoria Álvarez Taekwondo, -53 kg; Yeny Contreras Tenis, Dobles; Cecilia Costa y Fernanda Brito Tenis, Individual; Cecilia Costa Triatlón, Individual; Bárbara Riveros Triatlón, Distancia olímpica; Bárbara Riveros Vela, Lighting; Felipe Robles, Andrés Guevara y Pablo Lorca Canotaje, C1 1000 m; Jonathan Tafra Canotaje, K4 1000 m; Yanara Padilla, Ysumy Orellana, Bárbara Moraga y Fabiola Zamorano Ciclismo, Persecución por equipos; Pablo Seidedos, Gonzalo Miranda, Marco Arriagada y Antonio Cabrera Ciclismo, Velocidad por equipos; Cristopher Mansilla, Cristian Concha y Pablo Concha Ciclismo, Scratch; Paola Muñoz Ciclismo, Cross country; María García Esgrima, Florete por equipos; Felipe Alvear, Aníbal Alvear y Rubén Silva Esgrima, Espada por equipos; Paris Inostroza, Rolf Nickel y Luis Moreno Esgrima, Florete por equipos; Alejandra Flores, Paula Silva y Bárbara García Esquí acuático, Figuras; Nicole Nasser Equitación, Saltos por equipos; Agustín Covarrubias, Alfonso Anguita, Carlos Morstadt y Carlos Milthaler Gimnasia, Suelo; Tomás González Judo, +100 kg; Italo Córdova Karate, -60 kg; Miguel Soffia Natación, 800 m; Kristel Kobrich Natación, 400 m; Kristel Kobrich Patinaje, 200 m contrarreloj; María José Moya Patinaje, 500 m; Ricardo Verdugo Patinaje, 1000 m; Carolina Santibáñez Patinaje, 3000 m contrarreloj; María José Moya Patinaje, Ruta 10000 puntos; Jorge Reyes Patinaje, 20 km; Jorge Reyes Remo, Cuatro sin timonel; Miguel Cerda, Rodrigo Muñoz, Fabián Oyarzún y Felipe Oyarzún Remo, Par de remos; Soraya Jadue Saltos ornamentales, 3 m; Diego Carquín y Donato Neglia Tiro, Rifle de aire 10 m; María Vera y Gabriela Lobos Tiro, Rifle 50 m equipo; Elías San Martín Tiro, Skeet doble; Bonifacio Bilbao y Marcelo Yarad Tiro con arco, 30 m; Guillermo Aguilar Triatlón, Equipo; Bárbara Riveros, Flavia Díaz, Pamela Tastets y Andrea Longueira Vela, Láser radial; Arantza Gumucio Vela, Sunfish; Andrés Ducasse Atletismo, 5000 m; Víctor Aravena Atletismo, 300 m Obstáculos; Mauricio Valdivia Atletismo, Lanzamiento de jabalina; Tomás Guerra Bádminton, Dobles; Natalia Villegas y Ting Tony Chou Baloncesto, Equipo; Masculino Balonmano, Masculino; Equipo Boxeo, 64 kg; Anhelo Baéz Canotaje, C2 1000 m; Fabián López y Ricardo Gúzman Canotaje, K2 1000 m; Cristián Vergara y Fernando Nicolás Canotaje, K4 1000 m; Fabiola Zamorano, Bárbara Moraga, Ysumy Orellana y Yanara Padilla Canotaje, K1 200 m; Álvaro Torres Canotaje, K2 200 m; Jonathan Tafra y Fabián López Ciclismo, Bicicrós; Felipe Faundez Ciclismo, Persecución individual; Marco Arriagada Ciclismo, Omnium; Pablo Seidedos Esgrima, Espada individual; Paris Inostroza Esgrima, Florete individual; Bárbara García Esquí acuático, Saltos; Pascale Ritter Esquí acuático, Eslalon; Rodrigo Miranda Equitación, Saltó individual; Enrique Anguita Gimnasia, Salto; Tomás González Gimnasia, Paralelas; Tomás González Gimnasia, All-around; Tomás González Halterofilia, +75 kg; Elizabeth Cortez Judo, 66 kg; Alejandro Zúñiga Karate, Equipo; Miguel Soffia, Roberto Salgado, David Dubó, Cristian Figueredo y Mauro Fuentes Karate, Equipo; Gabriela Bruna, Jessy Reyes, Lorena Retamal y Lorena Salamanca Patinaje, Relevos ruta 5000 m; Daniela Tapia, María José Moya y Katherin Peña Patinaje, Relevos 3000 m; Carolina Santibáñez, Katherin Peña y Daniela Tapia Patinaje, Relevos; Ricardo Verdugo, José Gúzman y Jorge Reyes Patinaje, 500 m; Carolina Santibáñez Patinaje, 300 m Contrarreloj; Ricardo Verdugo Patinaje, 15 km; Jorge Reyes Remo, Cuatro pares de remos cortos; Soraya Jadue, Pamela Linco, Daniela González y Florencia Lapostol Remo, Doble par de remos cortos; Francisco Ruiz y Abraham González Remo, Cuádruple par ligero; Felipe Recart, Claudio Ochoa, Lorenzo Candia y Bernardo Guerrero Taekwondo, 58 kg; Arnold Torres Taekwondo, 87 kg; Carlos Liebig Tenis, Individual; Fernanda Brito Tenis de mesa, Equipo; Berta Rodríguez, Paulina Vega, Blanca Durán y Natalia Castellano Tenis de mesa, Individual; Berta Rodríguez Tenis de mesa, Dobles mixto; Juan Papic y Berta Rodríguez Tiro, Pistola de aire 10 m; Benjamín Sánchez Tiro, Skeet fosa; Pamela Salman Tiro, Skeet; Fabiola Cabrera Tiro con arco, 30 m recurvo; Denisse van Lamoen Tiro con arco, Individual; Denisse van Lamoen Tiro con arco, Equipo; Guillermo Aguilar, José Pablo Santiago y Juan Pablo Luvecce Triatlón, Equipo; Pamela Tastets, Flavia Díaz y Bárbara Riveros Vela, Láser standard; Matías del Solar Vela, Lightning; Juan Reid, Pablo Cases y Sebastián Castaño Voleibol de playa, Masculino; Marco Grimalt y Esteban Grimalt |
| Santiago 2014     | 27 | 52 | 50 | 129 | Atletismo, 5000 metros; Víctor Aravena Atletismo, Lanzamiento de bala; Natalia Ducó Atletismo, Lanzamiento de disco; Karen Gallardo Ciclismo, Ruta; Víctor Garrido Ciclismo, Ruta; Paola Muñoz Esquí acuático, Concurso completo; Felipe Miranda Esquí acuático, Saltos; Rodrigo Miranda Esquí acuático, Saltos; Valentina González Esquí acuático, Concurso completo; Fernanda Naser Esgrima, Florete; Paula Silva Equitación, Saltos; Bernardo Naveillán Equitación, Saltos por equipos; Bernardo Naveillán, Ignacio Montecinos, Carlos Morstadt y Ricardo Lutteecke Gimnasia, Suelo; Tomás González Gimnasia, Saltos; Tomás González Gimnasia, Viga de equilibrio; Simoma Castro Golf, Individual; Felipe Aguilar Judo, -81 kg; Fernando Salazar Karate, -50 kg; Gabriela Bruna Karate, -68 kg; Lorena Salamanca Natación, 1500 m; Kristel Kobrich Natación, 10 km; Kristel Kobrich Patinaje, 300 m Contrarreloj; Emmanuelle Silva Pentatlón moderno, relevos mixtos; Javiera Rosas y Esteban Bustos Taekwondo, 58 kg; Ignacio Morales Tiro, 50 m pistola libre; Manuel Sánchez Triatlón, Individual; Bárbara Riveros Vela, Lightning; Alberto González, Cristián Herman y Trinidad González Atletismo, Lanzamiento de martillo; Sáez Atletismo, 1500 m; Iván López Atletismo, Decatlón; Gonzalo Barroilhet Atletismo, 400 m vallas; Javiera Errazuriz Atletismo, 4 x 100 m; Macarena Borie, Isidora Jiménez, María Mackenna Y Josefina Gutiérrez Baloncesto, Torneo Femenino; Selección chilena Baloncesto, Torneo Masculino; Selección chilena Boxeo, 91 kg; Miguel Veliz Canotaje, C1-1000 m; Jonathan Taffra Canotaje, C1-200 m; Álvaro Torres Canotaje, C2-1000 m; Jonathan Taffra y José Taffra Canotaje, K1-200 m; Ysumy Orellana Canotaje, C1-200 m; Nancy Millán Ciclismo, Ruta contrarreloj; Carlos Oyarzún Esgrima, Florete por equipos; Felipe Alvear, Juvenal Alarcón, Rubén Silva y Aníbal Alvear Esgrima, Sable; Israel Vásquez Esgrima, Espada; Caterine Bravo Esquí náutico, Figuras; Rodrigo Miranda Esquí náutico, Saltos; Felipe Miranda Esquí náutico, Overall; Rodrigo Miranda Esquí náutico, Figuras; Fernanda Naser Esquí acuático, Eslalon; Fernanda Naser Esquí náutico, Overall; Valentina González Equitación, Saltos; Carlos Morstast Fútbol, Torneo masculino; Selección chilena Gimnasia, Concurso completo; Simona Castro Gimnasia, Suelo; Juan Pablo González Gimnasia, Equipo; Makarena Pinto, Melany Cabrera, Martina Castro, Bárbara Achondo, Simona Castro Gimnasia, Suelo; Bárbara Achondo Gimnasia, Suelo; Makarena Pinto Halterofilia, 56 kg; Pablo Barrera Hockey sobre césped, Torneo Femenino; Selección chilena Hockey sobre césped, Torneo Masculino; Selección chilena Karate, -60 kg; Miguel Soffia Karate, 55 kg; Jessy Reyes Lucha grecorromana, 130 kg; Andrés Ayub Lucha libre, 57 kg; André Quispe Natación, 400 m; Kristel Kobrich Natación, 800 m; Kristel Kobrich Patinaje, Artístico; Marisol Villarroel Pentatlón moderno, Individual; Javiera Rosas Remo, remos cortos; Bernardo Guerrero Remo, Dos remos largos; Felipe Leal y Oscar Vásquez Remo, 4 remos largos sin timonel; Fabián Oyarzún, Rodrigo Muñoz, Felipe Morales y Nelson Martínez Tenis, Dobles mixto; Camila Silva y Nicolás Jarry Tenis de mesa, Equipo femenino; Judith Morales, Katherine Low y María Vega Tiro deportivo, Skeet; Francisca Crovetto Triatlón, Relevos por equipos; Gaspar Díaz, Bárbara Riveros, Luis Barraza y Valentina Carvallo Vela, Lightning; Andrés Guevara, Pablo Lorca, Pedro Robles Voleibol, Torneo Femenino; Selección chilena Voleibol, Torneo Masculino; Selección chilena Voleibol de playa, Individual; Marco Grimalt y Esteban Grimalt Atletismo, Decatlón; Gonzalo Barroilhet Atletismo, 4 x 400 m; Javiera Errazuriz, Paula Goñi, María Mackenna y Isidora Jiménez Balonmano, Torneo Masculino; Selección chilena Balonmano, Torneo Femenino; Selección chilena Boxeo, 64 kg; Mario Contreras Boxeo, 75 kg; Joseph Chekashyn Canotaje, K2-1000 m; René Susperreguy y Fernando Nicolás Canotaje, K1-1000 m; Jean Valdebenito Equitación, Adiestramiento por equipos; Virginia Yarur, Ana María Moreno, Oscar Coddou y Julio Fonseca Esgrima, Espada; Paris Inostroza Esgrima, Espada; Pía Montecinos Esgrima, Florete; Rubén Silva Esquí náutico, Salto; Fernanda Naser Esquí náutico, Figuras; Valentina González Esquí náutico, Eslalon; Valentina González Gimnasia, Concurso completo; Makarena Pinto Gimnasia, Salto; Makarena Pinto Gimnasia, Viga de equilibrio; Melany Cabrera Gimnasia, Anillas; Juan Raffo Gimnasia, Salto; Juan Pablo González Judo, -60 kg; Sebastián Pérez Judo, -78 kg; Jaqueline Usnayo Karate, +84 kg; Alejandro Mellado Karate, -67 kg; Israel Santana Karate, -75 kg; David Dubó Karate, -84 kg; Jorge Acevedo Karate, -61 kg; Daniela Lepin Natación, Relevos mixtos 3 km; Kristel Kobrich, Miguel Tapia y Vicente Vidal Patinaje, 10000 m; Jorge Reyes Patinaje, 10000 m; Valeria Riffo Patinaje, 300 m contrarreloj; María José Moya Pentatlón moderno, Individual; Esteban Bustos Remo, remos cortos; Antonia Abraham Remo, doble par corto; Nibaldo Yáñez y Francisco Ruiz Remo, par de remos cortos; Josefa Vila Rugby 7, Torneo Masculino; Selección chilena Taekwondo, 68 kg; Mario Guerra Tenis, Individual; Paul Capdeville Tenis, Dobles; Paul Capdeville, Gonzalo Lamas Tenis, Dobles mixto; Andrea Koch y Jorge Aguilar Tenis de mesa, Equipo; Manuel Moya, Felipe Morales y Alejandro Rodríguez Tenis de mesa, Dobles; María Vega y Judith Morales Tenis de mesa, Dobles mixto; Manuel Moya y Judith Morales Tiro con arco, Equipo masculino; Andrés Aguilar, Cristóbal Barra y Guillermo Aguilar Tiro deportivo, 10 m rifle 3 posiciones; Elías San Martin Tiro deportivo, 50 m rifle tres posiciones; Elías San Martin Tiro deportivo, Skeet; Jorge Atalah Triatlón, Individual; Luis Barraza Vela, J/24; Claudio León, Vernon Robert, Iván Sánchez Vela, Laser; Matías del Solar |
| Cochabamba 2018   | 37 | 34 | 60 | 131 | Atletismo, 1500 m; Carlos Díaz Canotaje, C2 500 m; Karen Roco y Maria Mailliard Canotaje, C1-200 m; Maria Mailliard Canotaje, K4-500 m; Fabiola Zamorano, Goviana Reyes, Ysumy Orellana y Fernanda Iracheta Ciclismo, Madison; Antonio Cabrera y Felipe Peñaloza Equitación, Salto por equipos; Andrés Lausen, Alfonso Anguita, Heidi Bär y Ignacio Montecinos Esquí acuático, Figuras; Felipe Miranda Esquí acuático, Saltos; Rodrigo Miranda Esquí acuático, Concurso completo; Felipe Miranda Esquí acuático, Saltos; Valentina González Esquí náutico, Concurso completo; Valentina González Fútbol, Torneo masculino; Selección chilena Gimnasia, Suelo; Tomás González Halterofilia, -85 kg; Arley Méndez Halterofilia, -90 kg; María Fernanda Valdés Karate, +84 kg; Rodrigo Rojas Lucha grecorromana, 130 kg; Yasmani Acosta Natación, 400 m; Kristel Kobrich Natación, 800 m; Kristel Kobrich Pelota vasca, Frontenis; Natalia Bozzo y Magdalena Muñoz Pentatlón moderno, Individual; Esteban Bustos Remo, M4-; Felipe Leal, Ignacio Abraham, Óscar Vasquez y Nelson Martínez Remo, LM2X; Eber Sanhueza y Felipe Cárdenas Remo, LM4-; Abaroa, Felipe Inostroza, Roberto Liewald y Felipe Oyarzun Remo, W1x; Antonia Abraham Remo, LW1x; Melita Abraham Remo, W4x; Antonia Abraham, Melita Abraham, Victoria Hostetter y Yoseline Carcamo Remo, W2x; Antonia Abraham y Melita Abraham Remo, W2-; Melita Abraham y Antonia Abraham Rugby a siete, Torneo masculino; Selección chilena Taekwondo, -58 kg; Sebastián Navea Taekwondo, -68 kg; Ignacio Morales Tenis, Individual; Tomás Barrios Tenis, Dobles; Alexa Guarachi y Daniela Seguel Triatlón, Individual; Bárbara Riveros Tiro deportivo, Trap; Pamela Salman Tiro deportivo, Trap mixto; Pamela Salman y Claudio Vergara Atletismo, 400 m vallas; Alfredo Sepulveda Atletismo, Lanzamiento de martillo; Humberto Mansilla Atletismo, 4 x 400 m; Martina Weil, Isidora Jiménez, María Echeverría y María Fernanda Mackenna Ciclismo, Persecución por equipos; Claudio García, Felipe Peñaloza, Luis Fernando Sepulveda y Pablo Seidedos Ciclismo, Persecución por equipos; Aranza Villalón, Constanza Paredes, Daniela Guajardo y Paula Villalón Esgrima, Florete por equipos; Felipe Alevar, Gustavo Alarcón y Rubén Silva Esgrima, Florete Individual; Arantza Inostroza Esquí náutico, Saltos; Felipe Miranda Esquí náutico Eslalon; Diego Chicharro Esquí náutico, Concurso completo; Rodrigo Miranda Esquí náutico, Eslalon; Valentina González Equitación, Saltos; Ignacio Montesinos Hockey sobre césped, Torneo masculino; Selección chilena Karate, 68 kg; Susana Li Nado sincronizado, Rutina libre y técnica por equipos; Beatriz Paz, Bianca Consigliere, Catalina Fleckenstein, Gloria Belén Carrasco, Isidora Letelier, Kelley Kobler, Natalie Lubascher, Rafaella Signorelli y Antonia Massoni Patinaje, Artístico; José Luis Díaz Pelota vasca, Florete por equipos; Jesús García Ariño y Julián González Pentatlón moderno, Individual; Benjamín Ortiz Remo, M1x; Bernardo Guerrero Remo, M2-; Christopher Kalleg y Selim Echeverría Remo, M2x; Alfredo Abraham y Francisco Lapostol Remo, M4x; Bernardo Guerrero, César Abaroa, Eber Sanhueza y Felipe Cárdenas Remo, M8+; Felipe Leal, Ignacio Abraham, Alfredo Abraham, Oscar Vasquez, Nelson Martínez, Christopher Kalleg, Selim Echeverría y Francisco Lapostol Remo, LW2x; Josefa Vila y Yoselyn Carcamo Saltos Ornamentales, Trampolín sincronizado 3 m; Diego Carquín y Donato Neglia Tenis, Individual; Daniela Seguel Tenis de mesa, Individual; Juan Lamadrid Tenis de mesa, Dobles; Judith Morales y Paulina Vega Tenis de mesa, Equipo masculino; Gustavo Gómez, Felipe Olivares y Juan Lamadrid Tenis de mesa, Equipo femenino; Daniela Ortega, Judith Morales y Paulina Vega Tiro con arco, Individual; Ricardo Soto Tiro deportivo, Rifle de aire 10 m; Anyelo Parada Vela, Snipe; Matias Seguel y María Seguel Voleibol, Torneo masculino; Selección chilena Atletismo, 4 x 400 m; Alfredo Sepulveda Atletismo, 20 km marcha; Yerko Araya Atletismo, Lanzamiento de disco; José Ballivían Atletismo, 400 m; Fernanda Mackenna Bádminton, Dobles; Cristian Araya y Iván León Bádminton, Dobles; Ashley Montre y Constanza Naranjo Bádminton, Dobles mixto; Ashley Montre y Iván León Bádminton, Equipo mixto; Ashley Montre, Constanza Naranjo, Cristian Araya, Felipe Sanhueza, Iván León y Javiera Torres Baloncesto, Torneo Masculino; Selección chilena Balonmano, Torneo masculino; Selección chilena Balonmano, Torneo femenino; Selección chilena Boxeo, 69 kg; Eduardo Zuleta Boxeo, +91 kg; Miguel Velíz Canotaje, C1-1000 m; Michael García Canotaje, K1-500 m; Ysumy Orellana Canotaje, K2-500 m; Fabiola Zamorano y Giovina Reyes Esgrima, Florete; Felipe Alvear Esgrima, Espada por equipos; Analía Fernández, Ignacia Cifuentes y Macarena Hultazo Gimnasia rítmica, ; Catalina Araya, Isidora Vergara, Javiera Aravena, María Ignacia León y Valentina Cuello Halterofilia, 85 kg; Kevin Wormald Halterofilia, +90 kg; Nicole Matamala Hockey sobre césped, Torneo Femenono; Selección chilena Judo, 60 kg; Hugo Vera Judo, 66 kg; Sebastiám Pérez Judo, 100 kg; Thomas Briceño Judo, 48 kg; Mary Vargas Judo, 57 kg; Micaela Hernández Judo, 78 kg; Jaqueline Usnayo Karate, 67 kg; Camilo Velozo Karate, 55 kg; Tihare Astudillo Karate, 61 kg; Carolina Videla Lucha Libre, 86 kg; Eduardo Gajardo Patinaje, 300 m contrarreloj; Emanuelle Silva Patinaje, 500 m; Emanuelle Silva Patinaje, 300 m contrarreloj; Javiera Vargas Patinaje, 500 m; Javiera Vargas Patinaje, 1 km de eliminación y puntos; Javiera San Martín Pelota vasca, Trinquete; Manuel Domínguez y Raimundo Sáez Pelota vasca, Trinquete; Maritxu Bastarrica, Zita Solas Raquetbol, Dobles; Francisco Troncoso y Rodrigo Delgado Raquetbol, Equipo; Rodrigo Delgado, Francisco Troncoso Raquetbol, Individual; Carla Muñoz Squash, Equipo; Jaime Pinto, Rafael Allendes y Maximiliano Camiruaga Squash, Dobles; Ana Pinto y Giselle Delgado Squash, Equipo; Ana Pinto, Giselle Delgado y Sandra Pinto Squash, Dobles mixto; Sandra Pinto y Maximiliano Camiruaga Taekwondo, 49 kg; Belén Briceño Tenis, Individual; Fernanda Brito Tenis, Dobles mixto; Alexa Guarachi y Gonzalo Lama Tenis de mesa, Individual; Gustavo Gómez Tenis de mesa, Dobles; Juan Lamadrid y Gustavo Gómez Tenis de mesa, Individual; Daniela Ortega Tiro deportivo, Carabina 3 posiciones 50 m; Anyelo Parada Tiro deportivo, Carabina 3 posiciones 50 m; Gabriela Lobos Tiro deportivo, Skeet; Francisca Crovetto Tiro con arco, Individual compuesto; Alejandro Arriagada Tiro con arco, Equipo compuesto mixto; Fernanda Lagos y Alejandro Arriagada Vela, Laser radial; María José Poncell Vela, Sunfish; Kelly González Voleibol playa, Torneo masculino; Marco Grimalt y Esteban Grimalt |
| Asunción 2022     | 38 | 32 | 61 | 131 | Atletismo, Lanzamiento del martillo; Gabriel Kehr Atletismo, 10.000 m; Carlos Díaz Atletismo, Lanzamiento de bala; Natalia Ducó Atletismo, Lanzamiento del disco; Claudio Romero Baloncesto, Torneo masculino; Selección de baloncesto de Chile Bochas, Parejas estilo volos; Franco Barbano y Melisa Polito Canotaje, C2-500 m; Karen Roco y María José Mailliard Canotaje, C1-200 m; María José Mailliard Ciclismo, BMX estilo libre; Macarena Perez Esgrima, Florete; Arantza Inostroza Esgrima, Florete por equipos; Arantza Inostroza, Katina Proestakis y Lisa Montecinos Esquí náutico, Slalom; Dominga González Esquí náutico, Salto; Valentina González Esquí náutico, Figuras; Matías González Esquí náutico, Concurso completo; Valentina González Gimnasia, Salto; Makarena Pinto Hockey sobre césped, Torneo femenino; Selección femenina de hockey sobre césped de Chile Judo, 48 kg; Mary Dee Vargas Karate, 84 kg; Rodrigo Rojas Karate, 75 kg; Matias Rodriguez Karate, 55 kg; Valentina Toro Lucha grecorromana, 130 kg; Yasmani Acosta Natación, 1500 m libres; Kristel Köbrich Patinaje, 200 m; Emanuelle Silva Remo, Cuatro pares remos cortos; Antonia Abraham, Christina Hostetter, Isidora Soto y Melita Abraham Remo, Dos remos largos sin timonel; Antonia Abraham y Melita Abraham Remo, Par de remos cortos peso ligero; Isidora Niemeyer Remo, Cuatro remos largos sin timonel; Alfredo Abraham, Cristopher Kalleg, Marcelo Poo y Ignacio Abraham Remo, Doble par de remos cortos; Victoria Hostetter y Melita Abraham Remo, Cuatro pesos ligeros; Felipe Cárdenas, Manuel Férnandez, Roberto Liewald y Rodrigo Paz Taekwondo, 84 kg; Ignacio Morales Tenis de mesa, Dobles mixto; Daniela Ortega y Gustavo Gómez Tenis de mesa, Dobles femenino; Daniela Ortega y Paulina Vega Tenis de mesa, Equipo femenino; Daniela Ortega, Paulina Vega y Judith Morales Tiro, Trap; Pamela Salman Vela, Sunfish; Constanza Olivares Voleibol, Torneo masculino; Selección de voleibol de Chile Voleibol playa, Torneo masculino; Marco Grimalt y Esteban Grimalt Atletismo, Lanzamiento del martillo; Humberto Mansilla Atletismo, 5000 m; Ignacio Velásquez Atletismo, 400 m; Martina Weil Atletismo, 10000 m; Ignacio Velásquez Atletismo, Lanzamiento de bala; Ivana Gallardo Atletismo, Relevos 4x100 m; Isidora Jimenez, Javiera Cañas, Macarena Borie y María Ignacia Montt Balonmano, Torneo masculino; Selección de balonmano de Chile Canotaje en eslalon, Kayak extremo; Florencia Aguirre Ciclismo, Velocidad por equipos; Paula Molina, Renata Urrutia y Daniela Colilef Ciclismo, Madison; Cristián Arriagada y Felipe Peñaloza Esgrima, Florete; Katina Proestakis Esquí náutico, Slalom; Valentina González Esquí náutico, Salto; Emile Ritter Esquí náutico, Concurso completo; Martín Labra Esquí náutico, Wakeboard; Ignacia Holscher Gimnasia, Barra fija; Joel Álvarez Hockey sobre césped, Torneo masculino; Selección masculina de hockey sobre césped de Chile Judo, 52 kg; Judith González Judo, 81 kg; Jorge Perez Karate, -68 kg; Camilo Velozo Natación, 800 m libres; Kristel Köbrich Natación, 400 m libres; Kristel Köbrich Patinaje, 200 m; María José Moya Patinaje, 1000 m; Hugo Ramirez Patinaje, 500 m + distancia; Ricardo Verdugo Remo, Dos remos largos; Cristopher Kalleg y Ignacio Abraham Rugby 7, Torneo masculino; Selección de rugby 7 de Chile Tenis de mesa, Dobles masculino; Gustavo Gómez y Nicolas Burgos Tiro, Rifle de aire 10 m mixto; Anyelo Parada y Gladys Aguilera Tiro, Skeet; Francisca Crovetto Tiro, Skeet; Jorge Atalah Tiro, Skeet mixto; Francisca Crovetto y Hector Flores Atletismo, Salto de altura; Nicolás Numair Atletismo, Lanzamiento del disco; Karen Gallardo Atletismo, 4x400 m; Berdine Castillo, Martina Weil, Poulette Cardoch y Rocio Muñoz Baloncesto 3x3, Torneo masculino; Selección chilena Bochas, parejas estilo petanca; Melisa Polito y Rodolfo Gálvez Canotaje, K2-500 m; Daniela Castillo y Jeanarett Valenzuela Canotaje, K4-500 m; Daniela Castillo, Jeanarett Valenzuela, Goviana Reyes y Ysumy Orellana Canotaje en eslalon, K1; Andraz Echeverría Ciclismo, Contrarreloj; José Luis Rodriguez Ciclismo, Ruta; Aranza Villalón Ciclismo, Persecución por equipos; Cristián Arriagada, Felipe Pizarro, Jacob Decar y Pablo Seidedos Ciclismo, Persecución por equipos; Camila García, Daniela Guajardo, Paula Villalón y Scarlet Cortés Ciclismo, Omnium; Jacob Decar Ciclismo, Keirin; Vicente Ramírez Equitación, Salto por equipos; Alexandr Imschenetzky, Andres Lausen, Gabriela Reutter, Ricardo Luttecke y Samuel Parot Esgrima, Sable; Manuel Bahamonde Esgrima, Florete; Leopoldo Alarcón Esquí náutico, Slalom; Juan Luis Piwonka Esquí náutico, Figuras; Martín Labra Esquí náutico, Figuras; Valentina González Esquí náutico, Concurso completo; Dominga González Fisicoculturismo, Coreografía; Macarena Figueroa Fisicoculturismo, Coreografía; Pablo Matus Gimnasia, Salto; Franchesca Santi Gimnasia, Salto; Josué Armijo Gimnasia, Conjunto 5 aros; Anneli Sepulveda, Isabel Lozano, Josefina Romero, Martina Valdés y Valentina Cuello Golf, Individual; Cristobál del Solar Halterofilia, 109 kg; Camilo Zapata Halterofilia, +109 kg; Román Velasquez Judo, +100 kg; Francisco Solis Judo, -100 kg; Thomas Briceño Karate, 61 kg; Barbara Huaiquiman Karate, 68 kg; Ignacia Morales Lucha grecorromana, 67 kg; Cristóbal Torres Lucha libre, 97 kg; Matías Uribe Nado sincronizado, Rutina libre y técnica; Soledad García y Trinidad García Nado sincronizado, Equipo; Antonia Mella, Fiona Prieto, Isidora Letelier, Josefa Morales, Soledad García, Rocio Vargas, Theodora Garrido, Trinidad García y Valentina Valdivia Patinaje, 500 m + distancia; Emanuelle Silva Patinaje, 10000 m; Raúl Pedraza Remo, Cuatro pares remos cortos; Andoni Habash, Nahuel Reyes, Óscar Vásquez y Pedro Canales Remo, Doble par de remos cortos peso ligero; Josefa Vila y Isidora Niemeyer Remo, Ocho remos largos con timonel; Alfredo Abraham, Andoni Habash, Cristopher Kalleg, Francisco Lapostol, Ignacio Abraham, Isidora Soto, Marcelo Poo, Nahuel Reyes y Oscar Vásquez Remo, Par de remos cortos; Antonia Abraham Squash, Dobles; Ana María Pinto y Giselle Delgado Squash, Equipo; Ana María Pinto, Camila Gallegos y Giselle Delgado Taekwondo, -67 kg; Claudia Gallardo Tenis, Dobles; Daniela Seguel y Fernanda Labraña Tenis, Individual; Alejandro Tabilo Tenis de mesa, Individual; Daniela Ortega Tenis de mesa, Individual; Nicolas Burgos Tenis de mesa, Equipo masculino; Nicolas Burgos, Alfonso Olave y Gustavo Gómez Tiro, Rifle 3 posiciones 50 m; Anyelo Parada Tiro con arco, Equipo compuesto mixto; Mariana Zúñiga y Alejandro Martin Tiro con arco, Equipo recurvo mixto; Javiera Andrades y Ricardo Soto Tiro con arco, Equipo recurvo; Gabriella Abalde, Gabriela Anabalón y Javiera Andrades Tiro con arco, Equipo compuesto; Agustín Infante, Alejandro Martin y Fabián seymour Tiro con arco, Arco compuesto; Alejandro Martín Triatlón, Individual; Diego Moya Vela, Snipe; Matías Seguel y Constanza Seguel Voleibol, Torneo femenino; Selección femenina de voleibol de Chile Voleibol de playa, Torneo femenino; Chris Vorpahl y María Rivas |

## Medallas obtenidas en los cinco últimos juegos Sudamericanos (2006-2022)
| Deporte             | Oro | Plata | Bronce | Total |
| ------------------- | --- | ----- | ------ | ----- |
| Esquí náutico       | 20  | 16    | 13     | 49    |
| Remo                | 17  | 15    | 13     | 45    |
| Atletismo           | 14  | 17    | 18     | 49    |
| Tiro deportivo      | 12  | 13    | 10     | 35    |
| Canotaje            | 11  | 10    | 17     | 38    |
| Karate              | 11  | 7     | 15     | 33    |
| Patinaje            | 9   | 16    | 20     | 45    |
| Natación            | 9   | 8     | 2      | 19    |
| Ciclismo            | 7   | 14    | 12     | 33    |
| Taekwondo           | 6   | 1     | 7      | 14    |
| Gimnasia            | 5   | 8     | 15     | 28    |
| Tenis de mesa       | 4   | 7     | 14     | 25    |
| Tenis               | 4   | 3     | 8      | 15    |
| Equitación          | 4   | 3     | 4      | 11    |
| Halterofilia        | 4   | 2     | 9      | 15    |
| Triatlón            | 4   | 2     | 6      | 12    |
| Esgrima             | 3   | 10    | 13     | 26    |
| Vela                | 3   | 4     | 9      | 16    |
| Judo                | 2   | 5     | 14     | 21    |
| Lucha               | 2   | 4     | 4      | 10    |
| Tiro con arco       | 2   | 3     | 13     | 18    |
| Pentatlón moderno   | 2   | 2     | 1      | 5     |
| Hockey sobre césped | 1   | 6     | 1      | 8     |
| Voleibol            | 1   | 3     | 1      | 5     |
| Baloncesto          | 1   | 2     | 2      | 5     |
| Bochas              | 1   | 2     | 2      | 5     |
| Voleibol de playa   | 1   | 1     | 3      | 5     |
| Pelota vasca        | 1   | 1     | 2      | 4     |
| Rugby 7             | 1   | 1     | 1      | 3     |
| Fútbol              | 1   | 1     | 0      | 2     |
| Golf                | 1   | 0     | 1      | 2     |
| Saltos ornamentales | 0   | 2     | 0      | 2     |
| Balonmano           | 0   | 1     | 7      | 8     |
| Boxeo               | 0   | 1     | 5      | 6     |
| Natación artística  | 0   | 1     | 2      | 3     |
| Squash              | 0   | 0     | 6      | 6     |
| Badminton           | 0   | 0     | 5      | 5     |
| Raquetbol           | 0   | 0     | 3      | 3     |
| Fisicoculturismo    | 0   | 0     | 2      | 2     |
| Baloncesto 3x3      | 0   | 0     | 1      | 1     |
| 40 deportes         | 164 | 192   | 281    | 637   |

## Abanderados
| Juegos Panamericanos | Abanderado(a)                  | Disciplina             |
| -------------------- | ------------------------------ | ---------------------- |
| Buenos Aires 1951    |                                |                        |
| La Paz 1978          |                                |                        |
| Rosario 1982         |                                |                        |
| Santiago 1986        |                                |                        |
| Lima 1990            |                                |                        |
| Valencia 1994        |                                |                        |
| Cuenca 1998          |                                |                        |
| Brasil 2022          |                                |                        |
| Buenos Aires 2006    |                                |                        |
| Medellín 2010        | Paris Inostroza                | Esgrima                |
| Santiago 2014        | Tomás González                 | Gimnasia artística     |
| Cochabamba 2018      | María Fernanda Valdés          | Halterofilia           |
| Asunción 2022        | Valentina Toro y Fernando Renz | Karate y Hockey Césped |